# Општина Ђирок (Тимиш)
Ђирок (рум. Giroc) општина је у Румунији у округу Тимиш.
Oпштина се налази на надморској висини од 88 m.